# Hyparpax aurora
Hyparpax aurora is een vlinder uit de familie tandvlinders (Notodontidae). De wetenschappelijke naam van deze soort is voor het eerst geldig gepubliceerd in 1797 door Aboth & Smith.
De soort komt voor in tropisch Afrika.